# 笑靥花
笑靥花，又名李叶绣线菊，是一种落叶灌木，属蔷薇科绣线菊属，是该科的80-100种灌木之一。笑靥花生长在北半球温带，主要分布于中国东部至中部、朝鲜半岛和日本。开花时间为每年仲春季节，一般在5月5日前后。

## 变种
- 李叶绣线菊单瓣变种（学名：Spiraea prunifolia var. simpliciflora）为蔷薇科绣线菊属下的一个变种。
- 李叶绣线菊多毛变种（学名：Spiraea prunifolia var. pseudoprunifolia）为蔷薇科绣线菊属下的一个变种。

## 外部链接

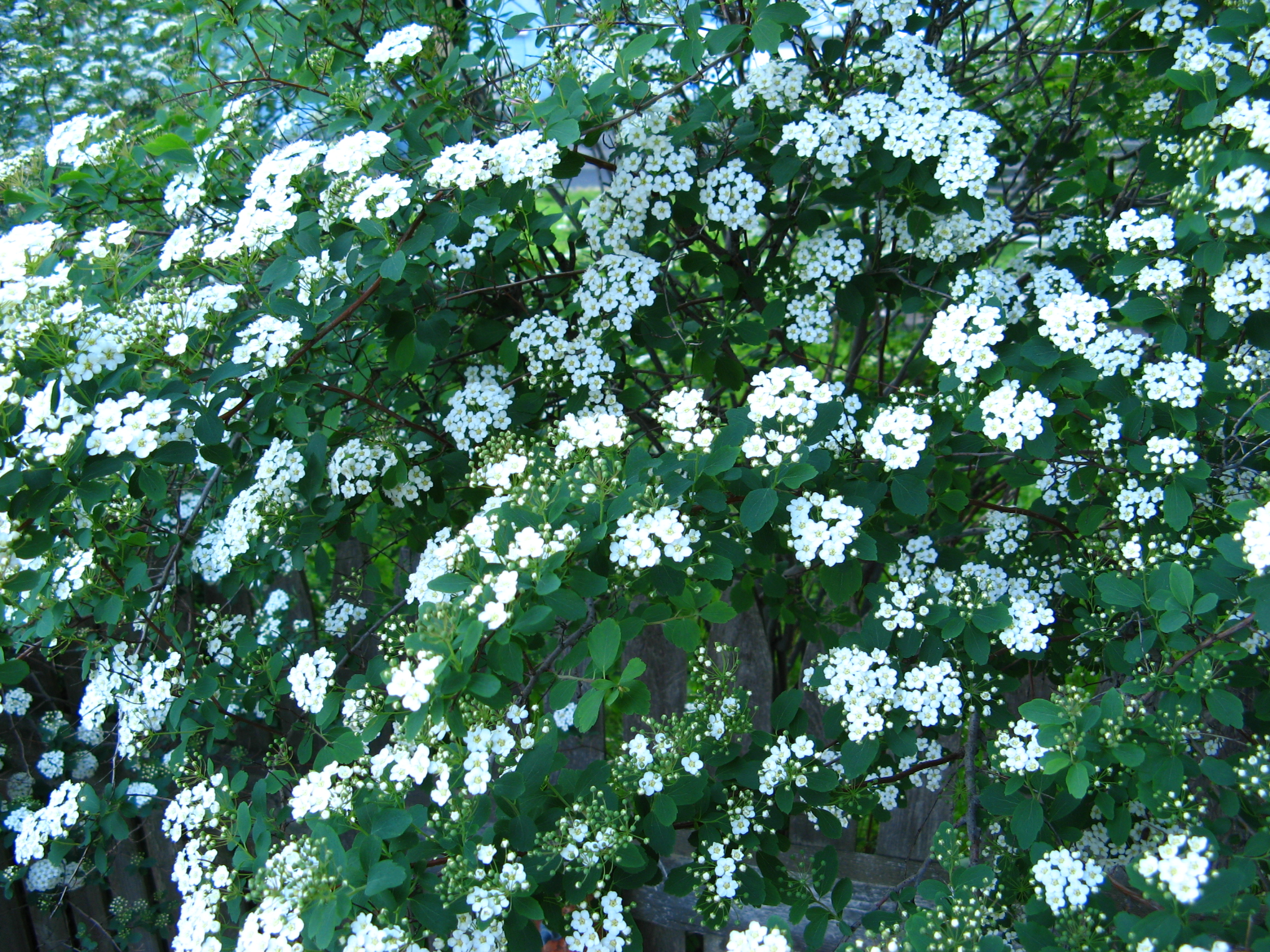